# Staatenausschuss

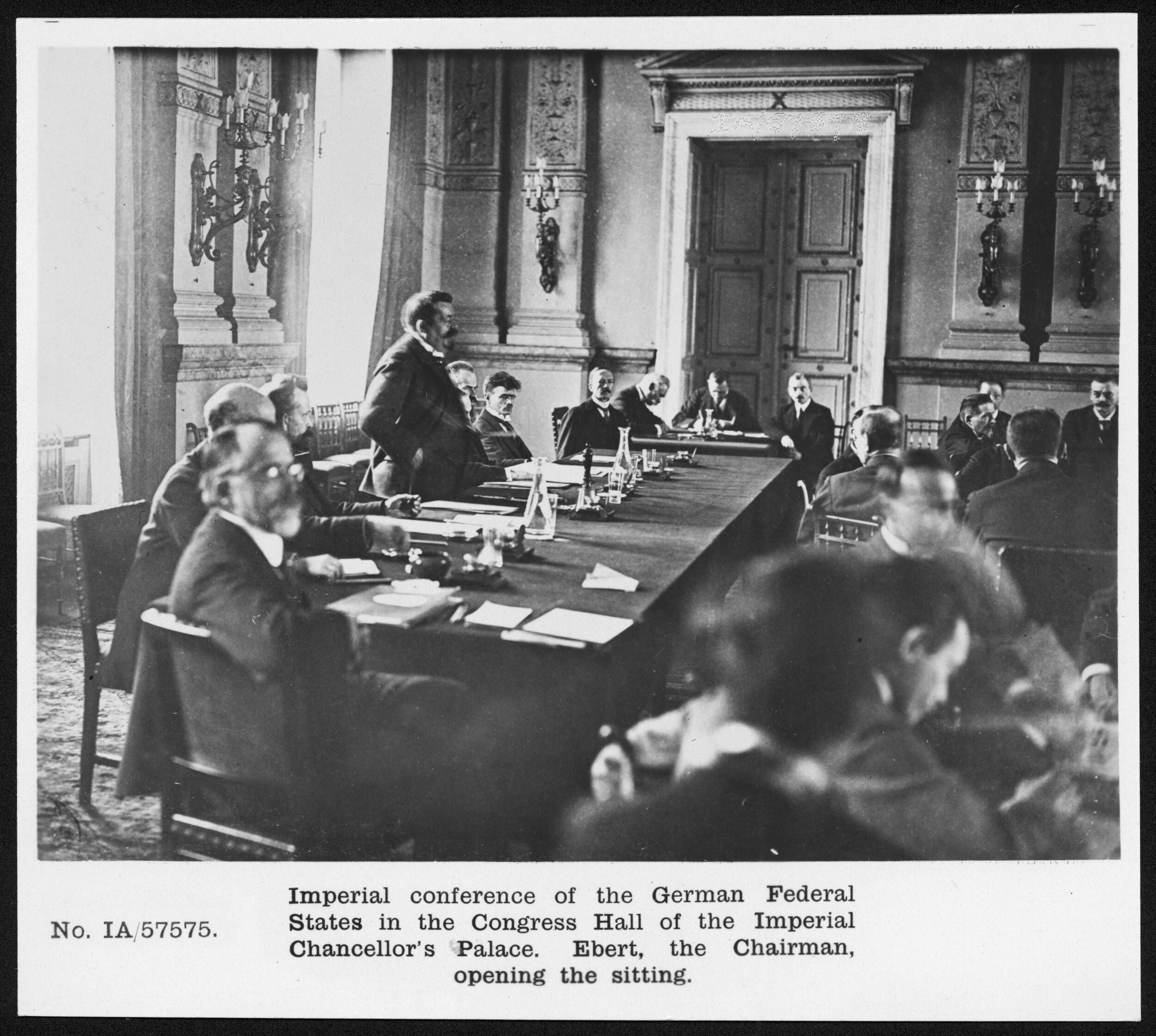
Friedrich Ebert mit Vertretern der deutschen Staaten in der Reichskanzlei, genaues Datum unbekannt

Der Staatenausschuss im System des Gesetzes über die vorläufige Reichsgewalt

Der Staatenausschuss war ein Gremium im Deutschen Reich im Jahr 1919. Es diente als Vertretung der Gliedstaaten in der Übergangszeit nach der Novemberrevolution von 1918/19. Das eigentliche Organ dazu war der Bundesrat gewesen. Seit dem Untergang der Monarchie war der Bundesrat auf Geheiß des Rates der Volksbeauftragten allerdings im Wesentlichen inaktiv. Das Forum der Landesregierungen war seitdem eine Länderkommission (26. bis 30. Januar 1919) sowie eine Staatenkonferenz (1. Februar, 5.–8. Februar).
Die Weimarer Nationalversammlung richtete am 10. Februar 1919 eine provisorische Verfassungsordnung ein: das Gesetz über die vorläufige Reichsgewalt. Darin erscheint der Staatenausschuss in den Paragraphen 2–4 sowie 6. Der Staatenausschuss war genauso wie die Nationalversammlung an der Gesetzgebung beteiligt.
Die provisorische Verfassungsordnung schloss den Staatenausschuss vom Beschluss über die neue Reichsverfassung aus. Dennoch hatte er großen Einfluss auf die föderalistischen Elemente darin. Nach dem 11. August 1919 gab es, auf Grundlage der neuen Weimarer Verfassung, den Reichsrat.

## Historische Vorläufer und Vergleich zu 1949

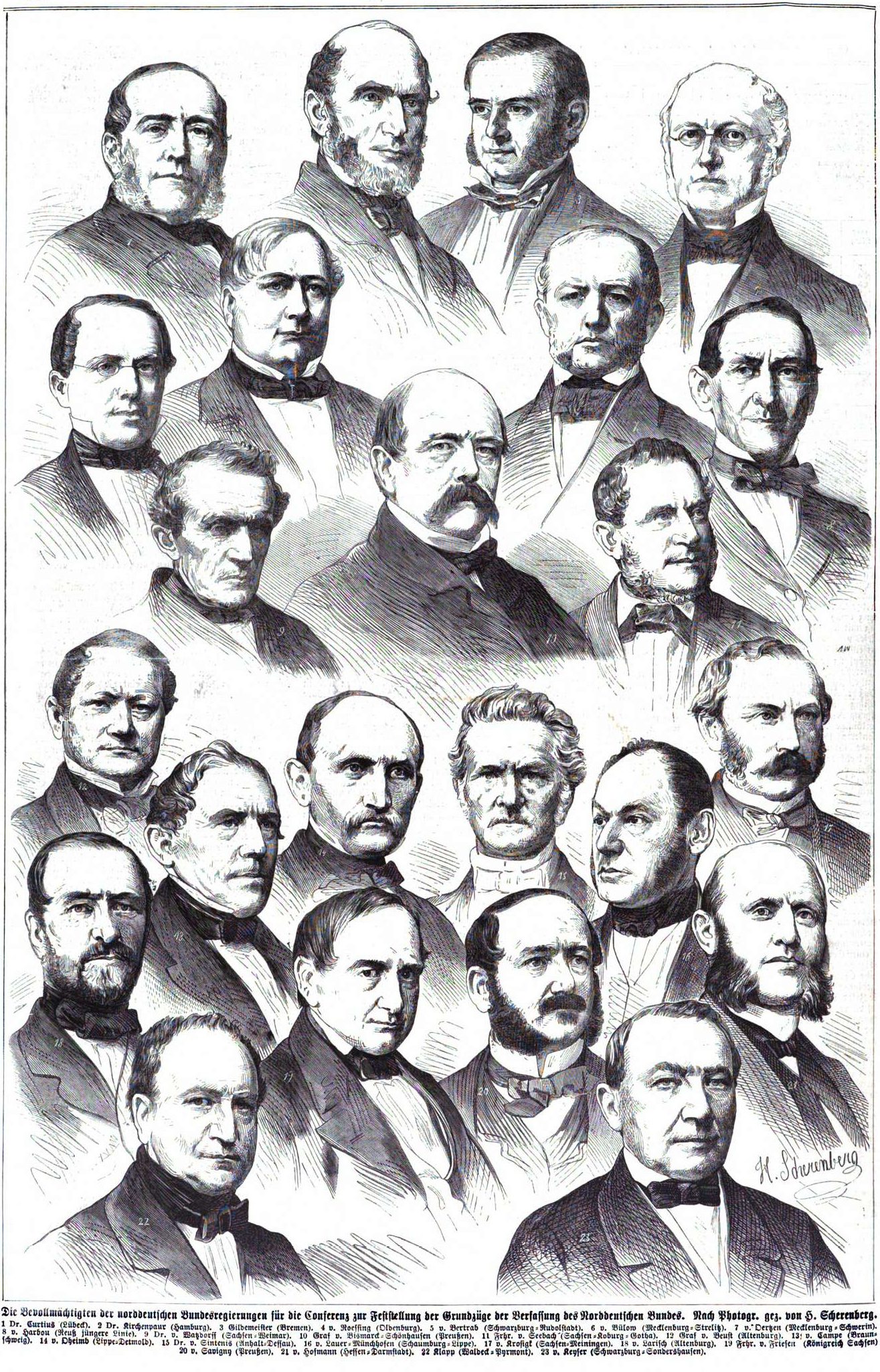
Die Bevollmächtigten der verbündeten Regierungen im Jahr 1867

In der Zeit des revolutionären Deutschen Reiches von 1848/49 gab es die Bevollmächtigten der Landesregierungen. Sie bildeten kein offizielles Gremium und erscheinen nicht im Zentralgewaltgesetz, wurden aber seit etwa Anfang 1849 von der Reichsregierung konsultiert. Im Fall der Erfurter Union waren sowohl der Verwaltungsrat als auch das provisorische Fürstenkollegium eine Vertretung der Gliedstaaten.
Bei der Gründung des Norddeutschen Bundes 1866/67 bildeten die Regierungsvertreter ein informelles Gremium. Man verwies oft mit dem Ausdruck „die verbündeten Regierungen“ darauf. Von diesem Gremium ging der Verfassungsentwurf aus, der dem konstituierenden Reichstag vorgelegt wurde. Nach den Beratungen des konstituierenden Reichstag nahm das Gremium den veränderten Verfassungsentwurf an. Danach erbat man noch die Zustimmung der Landtage.
Bei der Ausarbeitung des Grundgesetzes der Bundesrepublik Deutschland 1949 gab es kein vergleichbares Gremium der Länder. Allerdings ging der Entschluss für einen Parlamentarischen Rat von der Ministerpräsidentenkonferenz aus. Die Landtage wählten die Abgeordneten des Parlamentarischen Rates. Das Grundgesetz bedurfte später der Ratifizierung der Landtage.

## Zusammensetzung
Paragraph 2 des Gesetzes erwähnt die Entsendung von Vertretern der Gliedstaaten in den Staatenausschuss. Das Gesetz geht davon aus, dass dies nur für die Gliedstaaten gilt, in denen es bereits eine Regierung gibt, die von einer frei gewählten Volksvertretung eingesetzt wurde. Allerdings gibt es für die übrigen Gliedstaaten (die Räterepubliken) eine Frist bis zum 31. März 1919.
Jeder Gliedstaat hatte Recht auf einen Vertreter. Pro Million Einwohner entsandte ein Staat weitere Vertreter. Allerdings durfte kein Staat mehr als ein Drittel aller Vertreter stellen. Es gab ferner eine Regelung für Deutsch-Österreich.
Vorsitzender des Staatenausschusses war ein Mitglied der Reichsregierung. Mitglieder des Staatenausschusses hatten Rederecht in der Nationalversammlung.

## Aufgaben und Rechte
Der Staatenausschuss wirkte an der Gesetzgebung des Reiches mit. Ein Gesetz konnte theoretisch nur Gültigkeit erlangen, wenn sowohl Nationalversammlung als auch Staatenausschuss zustimmten. Es gab jedoch einige Ausnahmen, die die Macht des Staatenausschusses empfindlich einschränkten:
- Die künftige Verfassung wurde nur von der Nationalversammlung verabschiedet (§ 4).
- Waren sich Nationalversammlung und Staatenausschuss nicht über ein Gesetz einig, so konnte der Reichspräsident eine Volksabstimmung herbeiführen.
- Ein Gesetzentwurf der Reichsregierung brauchte die Zustimmung des Staatenausschusses. Konnten sie sich nicht einigen, durften sie ihre Entwürfe in die Nationalversammlung einbringen. Das bedeutete: Der Staatenausschuss hatte zwar ein eigenes Initiativrecht (er konnte Gesetzesentwürfe einbringen). Gegenüber Regierungsentwürfen hatte er aber letztlich kein Vetorecht.[3]

Außer Reichsgesetzen brauchten ferner die Zustimmung von Nationalversammlung und Staatenausschuss:
- völkerrechtliche Verträge, wenn sie sich auf Gegenstände der Reichsgesetzgebung bezogen
- Verträge mit dem Völkerbund, sollte Deutschland bereits einem Völkerbund beitreten

Im Gesetzestext (§ 4) heißt es:
Die künftige Reichsverfassung wird von der Nationalversammlung verabschiedet. Es kann jedoch der Gebietsbestand der Freistaaten nur mit ihrer Zustimmung geändert werden.
Der zweite Satz scheint sich auf die Nationalversammlung zu beziehen. Michael Kotulla zufolge durfte der Territorialstand nur geändert werden, wenn die Gliedstaaten dem zustimmten. Dies bleibt bei Huber allerdings unerwähnt.
In der Übergangszeit kam es bereits zu mehreren Ermächtigungsgesetzen der Nationalversammlung. Bei zwei davon war der Staatenausschuss einbezogen: dem Notgesetz für elsaß-lothringische Angelegenheiten und dem Gesetz über eine vereinfachte Form der Gesetzgebung für die Zwecke der Übergangswirtschaft (März bzw. April 1919). Diesen Ermächtigungsgesetzen zufolge konnte die Reichsregierung gesetzesvertretende Verordnungen erlassen. Es mussten aber der Staatenausschuss und ein Ausschuss der Nationalversammlung zustimmen.

## Weimarer Reichsverfassung

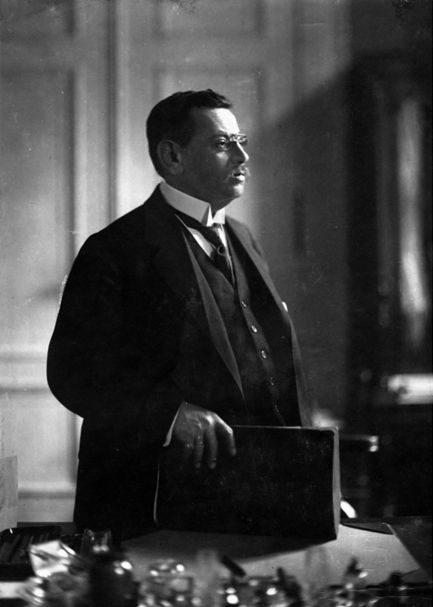
Reichsinnenminister Hugo Preuß von der DDP hatte zunächst einen sehr einheitsstaatlichen Entwurf für die Reichsverfassung vorgelegt. Vor allem lag ihm die Zerschlagung Preußens am Herzen. Er nahm die Änderungsvorschläge des Staatenausschusses auf, in der Hoffnung, dass die Nationalversammlung sie großteils wieder rückgängig machen würde.

Obwohl die Zustimmung des Staatenausschusses nicht notwendig war, hatten die Gliedstaaten einen großen Einfluss auf die Weimarer Reichsverfassung. Ihre Gremien kämpften für einen mehr föderalistischen Charakter des Reiches in den Entwürfen des Reichsinnenministers. Es gelang ihnen, statt eines Staatenhauses (mit gewählten, freien Abgeordneten) einen Reichsrat (mit Regierungsvertretern, aber freiem Mandat) durchzusetzen. Außerdem durften die Länder eigene völkerrechtliche Verträge abschließen, sofern die Reichsgewalt ihnen zustimmte. Statt des Reichs waren die Länder für die Neugliederung des Reichsgebiets zuständig.
Der Reichsminister des Innern, Hugo Preuß, hatte die Änderungswünsche aufgenommen, äußerte sich aber in der Nationalversammlung kritisch. So würde die geforderte Zweidrittelmehrheit (in Reichstag und Reichsrat) künftige Verfassungsänderungen erschweren. Er wünschte sich auch eine größere Rolle des Reiches bei Neugliederungen.
Die Mehrheitssozialisten verlangten ebenfalls, dass eine Neugliederung ohne Zustimmung der Landesregierungen oder Verfassungsänderung zustande kommen konnte. Es kam dann zu einem Kompromiss, demzufolge ein einfaches Reichsgesetz ausreichte, wenn die Landesregierung dagegen war. Außerdem sorgte der Verfassungsausschuss der Nationalversammlung dafür, dass die Mitglieder des Reichsrats den Weisungen ihrer Regierungen unterworfen waren. Eine Ausnahme galt nur für diejenigen preußischen Mitglieder, die von den Provinzen ernannt wurden.

## Vergleich zum Bundesrat und Reichsrat
Der Staatenausschuss ist ein Zwischenglied in der Entwicklung vom Kaiserreich zur Weimarer Republik. In den wichtigsten Punkten ähnelt er allerdings bereits dem späteren Reichsrat und teilweise auch dem heutigen Bundesrat.
Die Verfassungen des Norddeutschen Bundes und des Kaiserreichs hatten ausdrücklich die Stimmenanzahlen der Staaten im Bundesrat festgeschrieben. Für den Staatenausschuss wurde hingegen eine neue Form der Verteilung eingeführt: Sie bezog sich auf die Einwohnerzahlen in Millionen, sodass bei einem Bevölkerungswachstum die Zahl der Vertreter automatisch stieg. Dies wurde im Reichsrat fortgeführt und ebenso im heutigen Bundesrat.
Wie auch der Reichsrat kannte der Staatenausschuss eine clausula antiborussica. Das war eine neue Methode, um die Übermacht Preußens zu begrenzen: beim Staatenausschuss auf ein Drittel aller Mitglieder, beim Reichsrat auf zwei Fünftel.
Vorsitzender des alten Bundesrats war der Bundeskanzler bzw. Reichskanzler. Im Staatenausschuss und Reichsrat musste der Vorsitzende nur Mitglied der Reichsregierung sein. Das Rederecht der Staatenausschuss-Mitglieder in der Nationalversammlung entsprach den Regelungen vor 1918.
Insgesamt war die Macht des Staatenausschusses geringer als des alten Bundesrats und des späteren Reichsrats. Der alte Bundesrat konnte sämtliche Gesetze verhindern. Der Reichsrat war dem gegenüber zwar ebenfalls schwächer, aber für Verfassungsänderungen war eine Zwei-Drittel-Mehrheit auch im Reichsrat nötig.

## Belege
1. ↑  Ernst Rudolf Huber: Deutsche Verfassungsgeschichte seit 1789. Band V: Weltkrieg, Revolution und Reichserneuerung: 1914–1919. W. Kohlhammer, Stuttgart [u. a.] 1978, S. 1182.
2. ↑  So bei Ernst Rudolf Huber: Deutsche Verfassungsgeschichte seit 1789. Band V: Weltkrieg, Revolution und Reichserneuerung: 1914–1919. W. Kohlhammer, Stuttgart [u. a.] 1978, S. 1079.
3. ↑  Ernst Rudolf Huber: Deutsche Verfassungsgeschichte seit 1789. Band V: Weltkrieg, Revolution und Reichserneuerung: 1914–1919. W. Kohlhammer, Stuttgart [u. a.] 1978, S. 1079.
4. ↑  Michael Kotulla: Deutsche Verfassungsgeschichte. Vom Alten Reich bis Weimar (1495–1934). Springer, Berlin 2008, S. 583.
5. ↑  Ernst Rudolf Huber: Deutsche Verfassungsgeschichte seit 1789. Band V: Weltkrieg, Revolution und Reichserneuerung: 1914–1919. W. Kohlhammer, Stuttgart [u. a.] 1978, S. 1182–1184.
6. ↑  Ernst Rudolf Huber: Deutsche Verfassungsgeschichte seit 1789. Band V: Weltkrieg, Revolution und Reichserneuerung: 1914–1919. W. Kohlhammer, Stuttgart [u. a.] 1978, S. 1184/1185.
7. ↑  Ernst Rudolf Huber: Deutsche Verfassungsgeschichte seit 1789. Band V: Weltkrieg, Revolution und Reichserneuerung: 1914–1919. W. Kohlhammer, Stuttgart [u. a.] 1978, S. 1196/1197.
8. ↑  Ernst Rudolf Huber: Deutsche Verfassungsgeschichte seit 1789. Band V: Weltkrieg, Revolution und Reichserneuerung: 1914–1919. W. Kohlhammer, Stuttgart [u. a.] 1978, S. 1194.
9. ↑  Siehe bei Ernst Rudolf Huber: Deutsche Verfassungsgeschichte seit 1789. Band V: Weltkrieg, Revolution und Reichserneuerung: 1914–1919. W. Kohlhammer, Stuttgart [u. a.] 1978, S. 1194.